# Tiago Silva dos Santos
Tiago Silva dos Santos (Bulgaars: Тиаго Силва дош Сантош) (Taquari, 4 april 1979), beter bekend als 'Tiago', is een linksback die zowel de Braziliaanse als Bulgaarse nationaliteit bezit. Sinds de zomer van 2007 is hij een speler van de Belgische club KRC Genk. Bij KRC Genk tekende hij een contract dat hem voor drie seizoenen bij de club moet houden. Hij werd aangetrokken als vervanger voor de naar AZ Alkmaar vertrokken linksback Pocognoli.
Voorheen speelde hij onder andere voor Palmeiras, AEK Athene, Liteks Lovetsj en CSKA Sofia.
Na tweeënhalf seizoen CSKA Sofia liep zijn contract af en hij wilde dit niet verlengen. Daarop ontstond interesse van onder andere AS Roma, waar hij in januari 2007 mocht gaan testen. Uiteindelijk haalde Genk hem in de zomer van 2007 weg voor de neus van onder andere Olympiakos Piraeus en het Italiaanse Atalanta Bergamo. Op dit moment (2021) speelt Tiago Silva bij Olympiakos Piraeus. 

## Spelerscarrière
| seizoen | club                        | land      | competitie                    | wed. | goals |
| ------- | --------------------------- | --------- | ----------------------------- | ---- | ----- |
| 2001/02 | Litex Lovech                | Bulgarije | Professional A Football Group | 13   | 0     |
| 2002/03 | Litex Lovech                | Bulgarije | Professional A Football Group | 24   | 1     |
| 2003/04 | Litex Lovech                | Bulgarije | Professional A Football Group | 25   | 3     |
| 2004/05 | Litex Lovech                | Bulgarije | Professional A Football Group | 11   | 1     |
| 2004/05 | CSKA Sofia                  | Bulgarije | Professional A Football Group | 11   | 1     |
| 2005/06 | CSKA Sofia                  | Bulgarije | Professional A Football Group | 1    | 0     |
| 2006/07 | CSKA Sofia                  | Bulgarije | Professional A Football Group | 0    | 0     |
| 2007/08 | KRC Genk                    | BEL       | Jupiler league                | 14   | 0     |
| 2008/09 | KRC Genk                    | BEL       | Jupiler league                | 16   | 0     |
| 2009/10 | KRC Genk                    | BEL       | Jupiler league                | 16   | 0     |
| 2009/10 | KRC Genk                    | BEL       | Play-Off II B                 | 2    | 0     |
| 2010/11 | EC Juventude                | Brazilië  | Campeonato Brasileiro Série B | 24   | 0     |
| 2011/12 | União Suzano Atlético Clube | Brazilië  | Campeonato Brasileiro Série B | 0    | 0     |
|         |                             |           | Totaal                        | 158  | 6     |

Laatst bijgewerkt 02-01-12'